# Нефедьєв Євген Іванович
Євге́н Іва́нович Нефе́дьєв (24 липня 1970 — 8 травня 2016) — молодший сержант Збройних сил України, учасник російсько-української війни.

## Життєпис
Народився 1970 року в місті Караганда (Казахська РСР). Проживав у місті Київ.
В часі війни — молодший сержант, командир відділення 24-ї окремої механізованої бригади.
Уночі з 8 на 9 травня 2016 року загинув під час виконання бойового завдання поблизу села Кримське (Бахмутський район) — група українських військовослужбовців під час патрулювання підірвалася на вибуховому пристрої з «розтяжкою», ще два вояки зазнали поранень.
Похований в Києві на Берковецькому кладовищі.

## Нагороди та вшанування
- указом Президента України № 310/2016 від 23 липня 2016 року «за особисту мужність і високий професіоналізм, виявлені у захисті державного суверенітету та територіальної цілісності України, вірність військовій присязі» — нагороджений орденом «За мужність» III ступеня (посмертно)[1]